# La Présence d'un maître
 (septembre 2012).
La Présence d'un maître est un film documentaire québécois écrit par Hubert Mansion et réalisé par Emy Tamko, sorti en 2012.
Œuvre esthétique, réalisée en HD et illustrée d’œuvres musicales intemporelles, il s'agit du tout premier film consacré au maître spirituel Omraam Mikhaël Aïvanhov. Son tournage a duré trois ans et s'est déroulé sur plusieurs continents.
La première québécoise a eu lieu le 26 septembre 2012 au Cinéma Beaubien à Montréal.

## Synopsis
Ce documentaire est centré sur des témoignages de personnes ayant connu et suivi l’enseignement spirituel d'Omraam Mikhaël Aïvanhov. Le film contient également des archives audiovisuelles et des extraits de conférence. Il est illustré de musiques composées par Peter Deunov.

## Fiche technique
- Titre : La Présence d'un maître
- Réalisation : Emy Tamko
- Scénario : Hubert Mansion
- Production : Gamahaé
- Musique : Peter Deunov
- Correction audio : Edward Mark Almeida
- Date de sortie : 26 septembre 2012
- Version originale : Français
- Sous-titrage : Anglais
- Format : HD
- Genre : documentaire
- Durée : 67 minutes (1 h 07)
- Tous publics